# 古巴社会主义革命统一党
古巴社会主义革命统一党（西班牙語：Partido Unido de la Revolución Socialista de Cuba，缩写为PURSC）是古巴历史上的一个共产主义政党。1962年3月26日，统一革命组织改组为古巴社会主义革命统一党。1965年10月3日，该党改组为古巴共产党。
该党的全国领导机构是一个由6人组成的书记处，成员有：菲德尔·卡斯特罗（第一书记）、劳尔·卡斯特罗（第二书记）、切·格瓦拉、奥斯瓦尔多·托拉多、布拉斯·罗加和埃米利奥·阿拉贡涅斯。